# Kvasín
Kvasín je malá vesnice, část obce Tisovec v okrese Chrudim. Nachází se asi 2,5 km na severovýchod od Tisovce. V roce 2009 zde bylo evidováno 35 adres. V roce 2001 zde trvale žilo 73 obyvatel.
Kvasín je také název katastrálního území o rozloze 1,99 km2. V katastrálním území Kvasín leží i Otáňka.